# Трихлорид-цианид кремния
Трихлорид-цианид кремния — неорганическое соединение,
хлор- и цианпроизводное моносилана с формулой SiCl3CN,
бесцветная жидкость.

## Получение
- Пропускание паров гексахлорида дикремния над цианидом ртути:

{\displaystyle {\mathsf {Si_{2}Cl_{6}+Hg(CN)_{2}\ {\xrightarrow {100^{o}C}}\ 2SiCl_{3}CN+Hg}}}

## Физические свойства
Трихлорид-цианид кремния образует бесцветную жидкость.